# 宝口镇
寶口鎮，是中國廣東省惠州市惠東縣下轄的一個鎮。

## 行政区划
宝口镇下辖以下村级行政区划单位
宝口社区、太和社区、塘南村、大围村、新化村、井湖村、联和村、龙坪村、马山村、兴家村、佐坑村、五一村、禾多村和国和村。

## 經濟

### 農業
農業方面主要靠種植稻穀、番薯等糧食作物。經濟作物主要是蔬菜、花生；水果方面主要是板栗、柑桔、李仔、青梅、香蕉，主要產地是塘南、大圍、居委、新化、佐坑、五一村。

### 工業
工業方面主要靠水電。除水電外，有針織加工廠、釀酒、傢俱製造、榨油、碾米等小型工厂及设备。

### 基礎設施
目前已開發並網發電的共26間電站，正在興建的共3間電站。

## 外部連結
- 惠東縣人民政府門戶網站